# Graue Schildflechteneule
Die Graue Schildflechteneule (Bryophila raptricula), auch Graue Flechteneule, ist ein Schmetterling (Nachtfalter) aus der Familie der Eulenfalter (Noctuidae). In der Vergangenheit wurden verschiedene weitere deutsche Bezeichnungen für diese Art kreiert und veröffentlicht, von denen sich aber keine durchgesetzt hat: Schildflechteneule, Graue Flechteneule, Trümmerflechten-Eule, Violettgraue Algeneule, Felswald-Schildflechteneulchen.

## Merkmale

### Falter
Die Falter erreichen eine Flügelspannweite von etwa 22 bis 28 Millimetern. Ihre Vorderflügel sind schmal, meist schiefergrau gefärbt und mit einer langen schwarzen Wurzelstrieme versehen. Exemplare mit hellbraunem Mittelstreifen werden als f. deceptricula, (Hübner), solche mit fast einfarbig schwarzen Vorderflügeln als f. carbonis (Freyer) bezeichnet. Querlinien und Makel sind verwischt oder nicht erkennbar. Die Hinterflügel schimmern graubraun, im Wurzelbereich etwas heller.

### Raupe
Erwachsene Raupen sind blaugrau gefärbt. Auffällig sind die weißen Nebenrückenstreifen, die außerdem orange farbige Flecke und schwarze Warzen zeigen. Der Kopf ist gelblich und schwarz gefleckt.

### Ähnliche Arten
- Braungraue Flechteneule (Cryphia fraudatricula)
- Bräunliche Flechteneule (Bryophila ravula)

Bei diesen beiden Arten sind die bräunlichen Einmischungen der Vorderflügel breiter ausgeprägt. Die Querlinien sind markanter und die Wurzelstrieme fehlt.

## Synonyme
Von der Art ist eine Vielzahl an Synonymen bekannt. Dazu zählen:
- Cryphia raptricula
- Noctua raptricula
- Bryophila divisa
- Bryoleuca raptricula
- Metachrostis raptricula
- Phalaena palliola

## Verbreitung und Vorkommen
Die Graue Schildflechteneule ist von Nordafrika durch Europa  bis Südnorwegen, Mittelschweden, Südfinnland und bis zu den  Baltischen Staaten verbreitet, wobei sie im Süden etwas häufiger auftritt. Im nördlichen Mitteleuropa befindet sie sich noch in der Ausbreitungsphase. Weitere Verbreitungsgebiete sind Russland bis in die Umgebung Moskaus, Klein- und Mittelasien sowie der chinesische Teil Turkestans. In Deutschland erschien die Art kurz nach Ende des Zweiten Weltkriegs in Gegenden, in denen sie vorher nie beobachtet wurde, insbesondere auch mitten in Großstädten wie Berlin und Hannover. Dies war darauf zurückzuführen, dass sich das Nahrungsangebot der sich von den auch auf Haustrümmern wachsenden Steinflechten ernährenden Raupen plötzlich überdurchschnittlich ausweitete. Nach der Sanierung und Neubebauung der Stadtzentren ist die Art dort wieder seltener geworden. Sie ist vorzugsweise in Felsgebieten, Steinbrüchen, Weinbergen, Ruinen, an Brücken, Gebäudewänden und alten Mauern, auf Dächern sowie an Bretterzäunen zu finden.

## Lebensweise
Die Falter sind überwiegend nachtaktiv, fliegen von Juli bis August und leben sehr unauffällig. Sie sitzen gern an mit Flechten bewachsenen Felsen oder Mauern. Gelegentlich sind sie schon in der Dämmerung aktiv und besuchen auch künstliche Lichtquellen sowie Köder.
Die Raupen ernähren sich von Flechten und Algen, insbesondere von solchen Arten, die auf Felsen und Steinen wachsen. Die Raupen findet man ab September. Sie überwintern und verpuppen sich im Juni des folgenden Jahres.

## Gefährdung
Die Graue Schildflechteneule ist in Deutschland in unterschiedlicher Häufigkeit verbreitet und wird auf der Roten Liste gefährdeter Arten als nicht gefährdet eingestuft. In Baden-Württemberg wird sie jedoch auf der Vorwarnliste geführt.